# 東京大学学生キリスト教青年会寮
東京大学学生キリスト教青年会寮（とうきょうだいがくがくせいキリストきょうせいねんかいりょう、通称：東大YMCA寮）は東京都文京区向丘に位置する会員制の学生寮である。

## 概要
公益財団法人格を有するキリスト教主義の寮であり、運営は寮生および寮の出身者によって担われている。2024年現在の理事長は月本昭男。

## 歴史
1888年に大西祝等によって帝国大学青年会が結成されたことに端を発する。1898年より本郷台町において寮としての活動を開始し、その後数回の移転を経て、1976年より現住所に至る。社会福祉法人賛育会病院は東大YMCA寮の学生有志の活動から始められている。著名な出身者に吉野作造、片山哲、大塚久雄、森有正、木下順二、駿河敬次郎、原田明夫、橋本徹、月本昭男、村山斉、住谷悦治などがいる。
東大YMCA寮は創会以来伝統的に男子学生のみ入寮可能であったが、2013年度3月より女子学生も共に入寮可能となった。